# Макфи, Джордж
Джордж Макфи (англ. George McPhee; 2 июля 1958, Гуэлф, Канада) — канадский хоккейный управленец и функционер, президент по хоккейным операциям клуба НХЛ «Вегас Голден Найтс», в качестве которого в 2023 году выиграл Кубок Стэнли. В прошлом хоккеист, вице-президент «Ванкувер Кэнакс», генеральный менеджер «Вашингтон Кэпиталз», советник генерального менеджера «Нью-Йорк Айлендерс» и генеральный менеджер «Вегас Голден Найтс». 

## Игровая карьера
Макфи был достаточно успешным игроком на уровне колледжей, выступая за команду университета Боулинг Грин. В 1981-м году он был признан лучшим новичком All-Central Collegiate Hockey Association. Там он в 1982-м году выиграл трофей Хоби Бейкера, вручаемый сильнейшему колледжскому игроку. Также в 1982-м году его выбрали в символическую сборную ACCHA.
В составе Талса Ойлерз Макфи выиграл Адамс Кап — главный трофей юниорской Канадской хоккейной лиги.
На драфте он выбран не был, но обратил на себя внимание руководства «Нью-Йорк Рейнджерс». За этот клуб он дебютировал в Кубке Стэнли 1983 года. Вместе с Рэем Коте Макфи стал первым хоккеистом, забившим три гола в плей-офф, не имея в активе игр в регулярном сезоне НХЛ.
В дальнейшем он провел семь сезонов, выступая за «Рейнджерс» и за «Нью-Джерси Девилз».

## Управленческая карьера
Макфи стал куда более успешным хоккейным функционером, чем игроком. В 1992 году он был назначен на пост вице-президента и директора по хоккейным операциям команды «Ванкувер Кэнакс». Вместе с Макфи, а также генеральным менеджером и главным тренером Пэтом Куинном «Ванкувер» смог четыре раза подряд добраться до плей-офф Кубка Стэнли, стать Чемпионом дивизиона и попасть в финал розыгрыша Кубка Стэнли в 1994 году, в котором «Кэнакс» проиграли бывшей команде Макфи «Нью-Йорк Рейнджерс».
В 1997 году Макфи был назначен на пост генерального менеджера столичной американской команды «Вашингтон Кэпиталз». В первый же сезон Макфи смог вывести команду в финал Кубка Стэнли, где, однако, сильнее оказался «Детройт Ред Уингз». Под руководством Макфи Вашингтон семь раз становился чемпионом Юго-восточного дивизиона, восемь раз завершал сезон с 40 или более победами, 10 раз выходил в плей-офф Кубка Стэнли, а в сезоне 2009-10 набрал рекордные в истории 121 очко.
25 сентября 1999 года во время предсезонной игры Макфи, недовольный грязной игрой «Чикаго Блэкхокс», ударил тренера противников Лорна Моллекена, что вызвало большую потасовку. Моллекен получил травмы головы, а Макфи был побит игроками «Чикаго». 1 октября 1999 года Макфи был отстранен на срок в один месяц и оштрафован на 20 тысяч долларов.
По ходу сезона 2003—2004 Макфи при поддержке владельца команды Теда Леонсиса устроил грандиозную распродажу опытных игроков. Так в результате обменов «Вашингтон» покинули Сергей Гончар, Яромир Ягр, Петер Бондра, Микаэль Нюландер, капитан Стив Коновальчук. В результате «Кэпиталз» повезло, клуб получил право первого выбора на драфте 2004. В результате «Вашингтон» выбрал российского новичка Александра Овечкина.
26 апреля 2014 года Джордж Макфи был уволен с поста генерального менеджера, который он занимал на протяжении 17 лет.
8 апреля 2015 года Макфи стал ассистентом генерального менеджера сборной Канады Джима Нилла. Вместе они привели команду к Чемпионскому титулу на Мировом первенстве 2015.
23 сентября 2015 года Макфи был назначен советником генерального менеджера команды «Нью-Йорк Айлендерс».
17 марта 2016 года Макфи был назначен генеральным менеджером сборной Канады, которая два месяца спустя выиграла Чемпионат мира 2016.
13 июля 2016 года Макфи был назначен генеральным менеджером новой команды НХЛ из Лас-Вегаса. 1 сентября 2019 года покинул пост генерального менеджера, став президентом по делам хоккейных операций.

## Статистика
| 1978-79     | Боулинг Грин Фэлконс | NCAA        | 43  | 40 | 48 | 88 | 58  | —  | — | — | — | —  |
| 1979-80     | Боулинг Грин Фэлконс | NCAA        | 34  | 21 | 24 | 45 | 51  | —  | — | — | — | —  |
| 1980-81     | Боулинг Грин Фэлконс | NCAA        | 36  | 25 | 29 | 54 | 68  | —  | — | — | — | —  |
| 1981-82     | Боулинг Грин Фэлконс | NCAA        | 40  | 28 | 52 | 80 | 57  |    |   |   |   |    |
| 1982-83     | Талса Ойлерз         | CHL         | 61  | 17 | 43 | 60 | 145 | 7  | 1 | 1 | 2 | 14 |
| 1982-83     | Нью-Йорк Рейнджерс   | НХЛ         | —   | —  | —  | —  | —   | 9  | 3 | 3 | 6 | 2  |
| 1983-84     | Талса Ойлерз         | CHL         | 49  | 20 | 29 | 49 | 133 | —  | — | — | — | —  |
| 1983-84     | Нью-Йорк Рейнджерс   | НХЛ         | 9   | 1  | 1  | 2  | 11  | —  | — | — | — | —  |
| 1984-85     | Нью-Хэвен Найтхокс   | АХЛ         | 3   | 2  | 2  | 4  | 13  | —  | — | — | — | —  |
| 1984-85     | Нью-Йорк Рейнджерс   | НХЛ         | 49  | 12 | 15 | 27 | 139 | 3  | 1 | 0 | 1 | 7  |
| 1985-86     | Нью-Йорк Рейнджерс   | НХЛ         | 30  | 4  | 4  | 8  | 63  | 11 | 0 | 0 | 0 | 32 |
| 1986-87     | Нью-Йорк Рейнджерс   | НХЛ         | 21  | 4  | 4  | 8  | 34  | 6  | 1 | 0 | 1 | 28 |
| 1987-88     | Нью-Джерси Девилз    | НХЛ         | 5   | 3  | 0  | 3  | 8   | —  | — | — | — | —  |
| 1988-89     | Нью-Джерси Девилз    | НХЛ         | 1   | 0  | 1  | 1  | 2   | —  | — | — | — | —  |
| 1988-89     | Утика Девилз         | АХЛ         | 8   | 3  | 2  | 5  | 31  | 3  | 1 | 0 | 1 | 26 |
| Всего в НХЛ | Всего в НХЛ          | Всего в НХЛ | 115 | 24 | 25 | 49 | 257 | 29 | 5 | 3 | 8 | 69 |